# Ітіномія (титул)
Ітіномія (яп. 一宮・一の宮, いちのみや, «перший палац») — це:

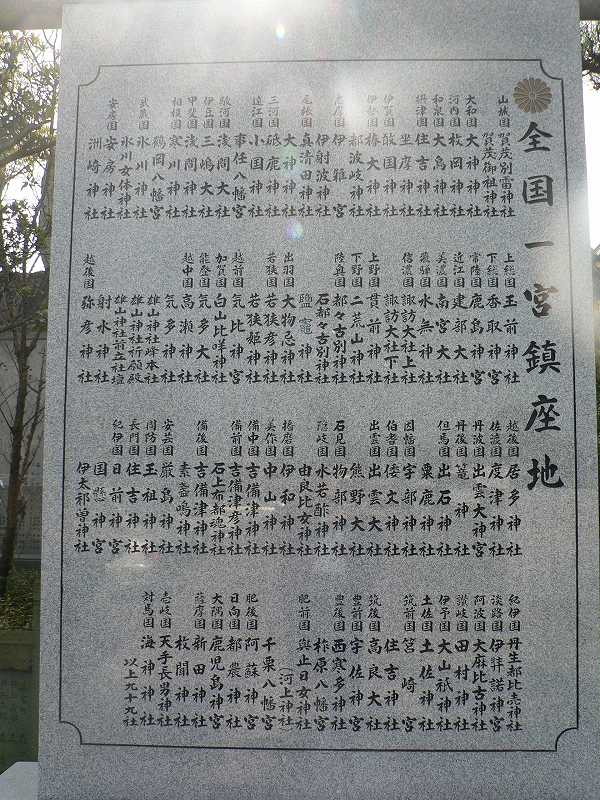
Стела з іменами та місцем розташування першокласних святилищ ітіномія.

1) Титул першої дитини Імператора Японії у феодальній Японії. Хлопців називали ітіномія, дівчат — онна-ітіномія (女一宮)
2) Перший клас синтоїстських святилищ у феодальній Японії. До них зараховувалися найбільші та найвизначніші святині. 
Система градації святилищ була започаткована у 8 столітті.
Завдяки першокласним святиням чимало населених пунктів в країні носить назву «Ітіномія».